# تیم ملی فوتبال زیر ۲۳ سال اسپانیا
تیم ملی فوتبال زیر ۲۳ سال اسپانیا (انگلیسی: Spain national under-23 football team) یا تیم ملی فوتبال المپیک اسپانیا نمایندهٔ فوتبال کشور اسپانیا در بازی‌های فوتبال زیر ۲۳ سال و المپیک تابستانی است.

## بازیکنان

### بیشترین بازی
| رتبه | نام بازیکن        | باشگاه(ها)                | سال(ها)   | تعداد بازی |
| ---- | ----------------- | ------------------------- | --------- | ---------- |
| 1    | لوییز انریکه      | رئال مادرید               | ۱۹۹۱–۱۹۹۲ | ۱۴         |
| 2    | میکل لاسا         | رئال سوسیداد، رئال مادرید | ۱۹۹۱–۱۹۹۲ | ۱۳         |
| 3    | آبلاردو فرناندز   | اسپورتینگ گیخون           | ۱۹۹۱–۱۹۹۲ | ۱۲         |
| 3    | پپ گواردیولا      | بارسلونا                  | ۱۹۹۱–۱۹۹۲ | ۱۲         |
| 3    | کیکو              | کادیز                     | ۱۹۹۱–۱۹۹۲ | ۱۲         |
| 3    | روبرتو سولوزابل   | تلتیکو مادرید             | ۱۹۹۱–۱۹۹۲ | ۱۲         |
| 7    | آلفونسو پرز       | رئال مادرید               | ۱۹۹۱–۱۹۹۲ | ۱۱         |
| 7    | پاکو سولر         | رئال مایورکا              | ۱۹۹۱–۱۹۹۲ | ۱۱         |
| 9    | خواکین آلونسو     | اسپورتینگ گیخون           | ۱۹۷۹–۱۹۸۲ | ۸          |
| 9    | خوان مانوئل آسنسی | الچه، بارسلونا            | ۱۹۶۹–۱۹۷۱ | ۸          |
| 9    | رافائل بورگس      | کوردوبا، تنریف            | ۱۹۹۱–۱۹۹۲ | ۸          |
| 9    | تونی خیمنز        | فیگوئرز                   | ۱۹۹۲      | ۸          |
| 9    | آنتونیو پینیا     | بارسلونا، مایورکا         | ۱۹۹۱–۱۹۹۲ | ۸          |

توضیح: ستون سال(ها) مربوط به سالهای حضور بازیکن در تیم ملی زیر ۲۳ سال و ستون باشگاه(ها) مربوط به باشگاه بازیکن در این سال‌ها است.

### بیشترین گل زده
| رتبه | نام بازیکن      | باشگاه(ها)      | سال(ها)   | تعداد بازی |
| ---- | --------------- | --------------- | --------- | ---------- |
| 1    | کیکو            | کادیز           | ۱۹۹۱–۱۹۹۲ | ۷          |
| 2    | آلفونسو پرز     | رئال مادرید     | ۱۹۹۱–۱۹۹۲ | ۶          |
| 3    | آبلاردو فرناندز | اسپورتینگ گیخون | ۱۹۹۱–۱۹۹۲ | ۵          |
| 4    | رامون وازکوئز   | سویا            | ۱۹۸۷–۱۹۸۸ | ۴          |
| 5    | گابری گارسیا    | بارسلونا        | ۲۰۰۰      | ۳          |
| 5    | لوییز انریکه    | رئال مادرید     | ۱۹۹۱–۱۹۹۲ | ۳          |
| 5    | کارلس رکساچ     | بارسلونا        | ۱۹۶۷–۱۹۷۰ | ۳          |
| 5    | خوزه ماری       | آ.ث. میلان      | ۲۰۰۰      | ۳          |
| 5    | واوا            | الچه            | ۱۹۶۷      | ۳          |

توضیح: ستون سال(ها) مربوط به سالهای حضور بازیکن در تیم ملی زیر ۲۳ سال و ستون باشگاه(ها) مربوط به باشگاه بازیکن در این سال‌ها است.